# Gioia Marzoccaová
Gioia Marzoccaová (* 22. června 1979 Lecco, Itálie) je bývalá Italská sportovní šermířka, která se specializovala na šerm šavlí. Itálii reprezentovala v devadesátých letech a v prvním a druhém desetiletí jednadvacátého století. Na olympijských hrách startovala v roce 2004, 2008 a 2012 v soutěži jednotlivkyň. V roce 2001, 2003 a 2007 obsadila třetí místo na mistrovství světa v soutěži jednotlivkyň a v roce 2000 a 2003 obsadila třetí místo na mistrovství Evropy. S italským družstvem šavlistek vybojovala v roce 2003 titul mistryň světa a v roce 2011 titul mistryň Evropy.